# Jarosław Zaremba
Jarosław Zaremba – polski neurolog, doktor habilitowany nauk medycznych.

## Życiorys
W 2007 r. habilitował się na podstawie pracy zatytułowanej Cytokina TNF-alfa, chemokiny CXCL5 i CXCL6 oraz cząsteczka adhezyjna sPECAM-1 jako elementy reakcji zapalnej w udarze niedokrwiennym mózgu. Został pracownikiem naukowym na Uniwersytecie Medycznym im. Karola Marcinkowskiego w Poznaniu.